# 塞耶 (堪薩斯州)
塞耶（英語：Thayer）是一個位於美國堪薩斯州尼歐肖縣的城市。

## 地方資料
根據2020年美國人口普查的數據，塞耶的面積為2.07平方千米，當中陸地面積為1.95平方千米，而水域面積為0.12平方千米。當地共有人口432人，而人口密度為每平方千米208.7人。